# Кузьменко Микола Іванович
Кузьменко Микола Іванович (нар. 10 липня 1944) — український радянський функціонер та політик.

## Життєпис
Кузьменко Микола народився 10 липня 1944 року в селі Красногвардійське, Кримська область, у сім'ї службовця; українець; одружений.
Освіта: Кримський сільськогосподарський інститут.
Народний депутат України 12 скликання з 03.1990 (2-й тур) до 04.1994 роки, Красногвардійський виборчий округ № 253, Республіка Крим. Член Комісії з питань АПК. Групи"Аграрники", «Земля і воля».
- З 1960 року — робітник, водій, інструктор-методист з фізкультури та спорту, секретар комсомольської організації, Кримська сільсько-господарська дослідна станція.
- З 1968 року — голова виконавчого комітету, Клепинська сільська рада.
- З 1972 року — голова виконавчого комітету, Ровенська сільська рада.
- З 1975 року — секретар парткому, радгосп «Большевик».
- З 1976 року — заступник голови, секретар партійного комітету, колгосп «Ленінець».
- З 1982 року — інструктор організаційного відділу, Красногвардійський райкому КПУ.
- З 1983 року — голова, колгосп імені Жовтневої революції Красногвардійського району.

Член КПРС (1970—1991).
Орден «Знак Пошани». Орден «За заслуги» III ступеня (08.1997).